# Соловьёвка (Крым)
Соловьёвка (до нач. XX века Аталы́к-Эли́; укр. Солов’ївка, крымскотат. Atalıq Eli, Аталыкъ Эли) — село в Симферопольском районе Республики Крым, входит в состав Мазанского сельского поселения (согласно административно-территориальному делению Украины — Мазанского сельского совета Автономной Республики Крым).

## Население
| 2001 | 2014 |
| ---- | ---- |
| 74   | ↘66  |

Всеукраинская перепись 2001 года показала следующее распределение по носителям языка
| Язык             | Процент |
| ---------------- | ------- |
| русский          | 71,62   |
| крымскотатарский | 21,62   |
| украинский       | 6,76    |
| другие           |         |

### Динамика численности
| - 1805 год — 105 чел. - 1864 год — 27 чел. - 1887 год — 95 чел. - 1902 год — 19 чел. - 1915 год — 149/22 чел. - 1926 год — 279 чел. | - 1989 год — 74 чел. - 2001 год — 74 чел. - 2009 год — 64 чел. - 2014 год — 66 чел. |

## Современное состояние
В Соловьёвке 3 улицы, площадь, занимаемая селом, 36,74 гектара, на которой в 44 дворах, по данным сельсовета на 2009 год, числилось 64 жителя.

## География
Село Соловьёвка расположено на крайнем востоке района, примерно в 22 километрах (по шоссе) от Симферополя, в 10 километрах южнее шоссе 35К-003 Симферополь — Феодосия по региональной автодороге 35Н-513 Мазанка — Опушки (по украинской классификации С-0-11318), ближайшая железнодорожная станция Симферополь — примерно в 25 километрах. Соловьёвка находятся у подножия Главной гряды Крымских гор, в долине реки Бештерек, высота центра села над уровнем моря — 453 м. Соседние сёла: Опушки — около 200 м к востоку, Ивановка — в 3 километрах к юго-западу и в 2 километрах ниже по реке — Лесноселье.

## История
Первое документальное упоминание села встречается в Камеральном Описании Крыма… 1784 года, судя по которому, в последний период Крымского ханства Аталык Эли входил в Даирский кадылык Акмечетского каймаканства. После присоединения Крыма к России (8) 19 апреля 1783 года, (8) 19 февраля 1784 года, именным указом Екатерины II сенату, на территории бывшего Крымского Ханства была образована Таврическая область и деревня была приписана к Симферопольскому уезду. После Павловских реформ, с 1796 по 1802 год, входила в Акмечетский уезд Новороссийской губернии. По новому административному делению, после создания 8 (20) октября 1802 года Таврической губернии, Аталык-Эли был включён в состав Аргинской волости Симферопольского уезда.
По Ведомости о всех селениях в Симферопольском уезде состоящих с показанием в которой волости сколько числом дворов и душ… от 9 октября 1805 года в деревне Аталык-Эли числилось 16 дворов и 115 жителей, исключительно крымских татар. На военно-топографической карте генерал-майора Мухина 1817 года обозначен Аталык ели с 30 дворами. После реформы волостного деления 1829 года Аталык Эли, согласно «Ведомости о казённых волостях Таврической губернии 1829 ода» остался в составе Аргинской волости. На карте 1836 года в деревне 12 татарских дворов и 10 русских, а на карте 1842 года просто 22 двора.
В 1860-х годах, после земской реформы Александра II, деревню приписали к Зуйской волости. В «Списке населённых мест Таврической губернии по сведениям 1864 года», составленном по результатам VIII ревизии 1864 года, Аталык-Эли — владельческая татарская деревня с 4 дворами, 27 жителями и мечетью при речке Бештереке. Согласно «Памятной книжке Таврической губернии за 1867 год», деревня Аталик Эли была покинута жителями в 1860—1864 годах, в результате эмиграции крымских татар, особенно массовой после Крымской войны 1853—1856 годов, в Турцию и оставалась в развалинах. На трёхверстовой карте Шуберта 1865—1876 года в деревне Аталык-Эли 12 дворов, видимо, заселившие деревню переселенцы из России, давшли и новое название — Соловьёвка. В «Памятной книге Таврической губернии 1889 года», по результатам Х ревизии 1887 года записана ещё Аталык-Эли с 14 дворами и 95 жителями.
После земской реформы 1890 года деревня осталась в составе преобразованной Зуйской волости. На подробной карте 1892 года основное название деревни уже Соловьёвка, хотя применено и старое, но в деревне в 14 дворах записано русское население. По «…Памятной книжке Таврической губернии на 1902 год» в деревне Аталык-Эли, входившей в Аргинское сельское общество, числилось 19 жителей в 3 домохозяйствах. На 1914 год в селении действовала земская школа. По Статистическому справочнику Таврической губернии. Ч.II-я. Статистический очерк, выпуск шестой Симферопольский уезд, 1915 год, в деревне Соловьёвка (она же Аталык-Эли) Зуйской волости Симферопольского уезда числилось 33 двора с русским населением в количестве 149 человек приписных жителей и 22 — «посторонних», из которых 91 мужчина и 80 женщин. Жители владели 993 десятинами удобной земли. В хозяйствах имелось 76 лошадей, 24 вола, 42 коровы и 75 голов мелкого скота.
После установления в Крыму Советской власти, по постановлению Крымревкома от 8 января 1921 года была упразднена волостная система и село включили в состав вновь созданного Подгородне-Петровского района Симферопольского уезда, а в 1922 году уезды получили название округов. 11 октября 1923 года, согласно постановлению ВЦИК, в административное деление Крымской АССР были внесены изменения, в результате которых был ликвидирован Подгородне-Петровский район и образован Симферопольский и село включили в его состав. Согласно Списку населённых пунктов Крымской АССР по Всесоюзной переписи 17 декабря 1926 года, в селе Соловьёвка, Мазанского сельсовета Симферопольского района, числилось 50 дворов, из них 48 крестьянских, население составляло 279 человек, из них 254 украинца, 22 русских, 3 записаны в графе «прочие», действовала русская школа. Постановлением ВЦИК от 10 июня 1937 года был образован новый, Зуйский район, в который вошло село.
В 1944 году, после освобождения Крыма от фашистов, 12 августа 1944 года было принято постановление № ГОКО-6372с «О переселении колхозников в районы Крыма» и в сентябре 1944 года в район приехали первые новоселы (212 семей) из Ростовской, Киевской и Тамбовской областей, а в начале 1950-х годов последовала вторая волна переселенцев из различных областей Украины. С 25 июня 1946 года Соловьёвка в составе Крымской области РСФСР, а 26 апреля 1954 года Крымская область была передана из состава РСФСР в состав УССР. Решением Крымоблисполкома от 24 сентября 1959 года ликвидирован Зуйский район и Соловьёвка, в составе Мазанского сельсовета, передана в состав Симферопольского района.
Указом Президиума Верховного Совета УССР «Об укрупнении сельских районов Крымской области», от 30 декабря 1962 года Симферопольский район был упразднён и село присоединили к Белогорскому. 1 января 1965 года, указом Президиума ВС УССР «О внесении изменений в административное районирование УССР — по Крымской области», вновь включили в состав Симферопольского. С 21 марта 2014 года в составе Крыма аннексирована Россией.